# Ambilight

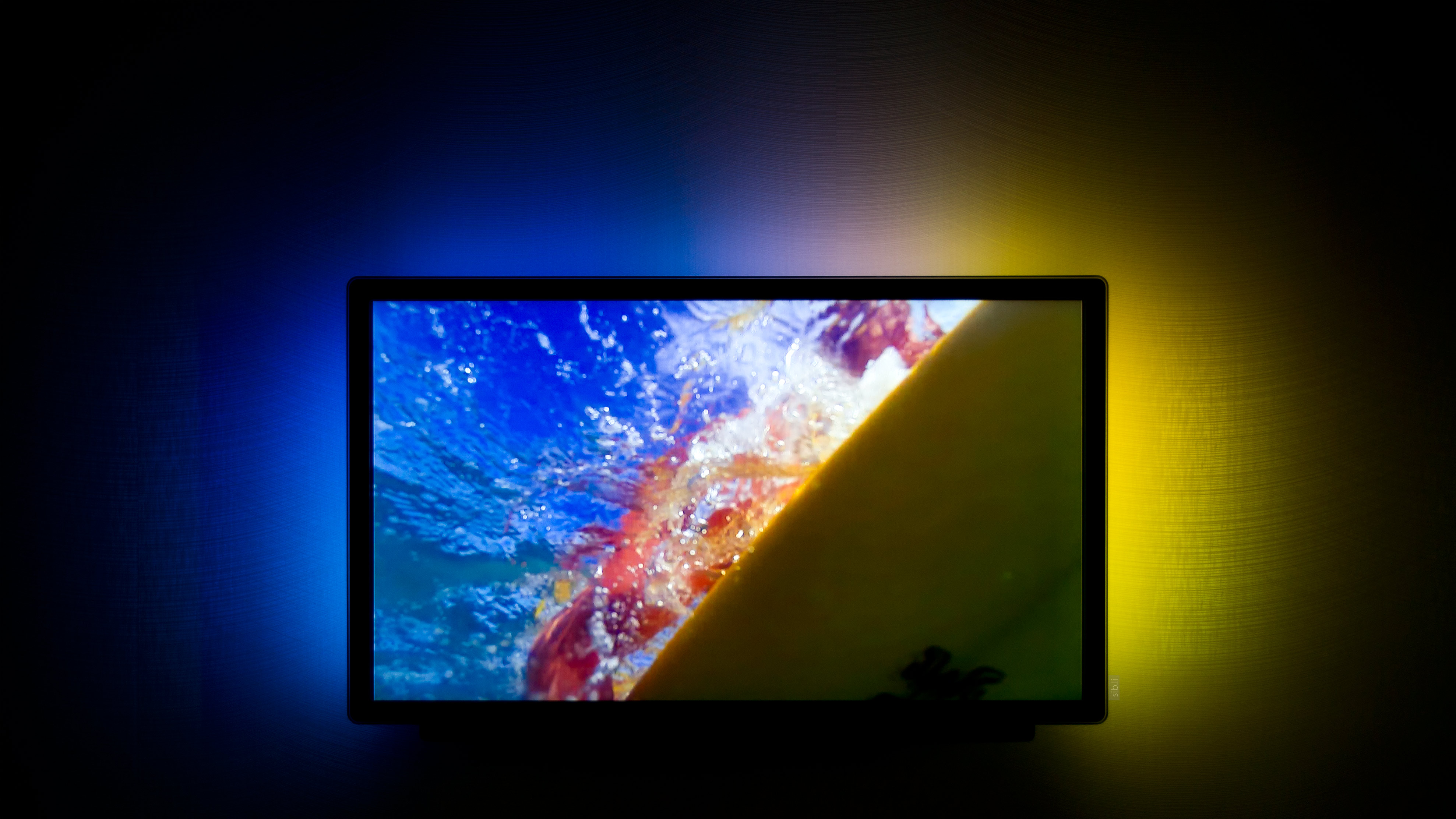
Voorbeeld van Ambilight

Ambilight is een afkorting van het Engelse Ambient Lighting. Het is een in 2002 door Philips Research en het toenmalige Philips ASA-Lab in Eindhoven ontwikkelde gadget, bedoeld om de beleving van het televisie kijken meer intens te maken. De technologie is ontwikkeld met raadpleging van consumenten, filmproducenten en theaterlichtexperts. Het projectteam bestond uit experts op het gebied van licht, beeld analyse, software engineering en psychologie. Philips heeft meerdere patenten op het Ambilightsysteem.
De technologie is een achtergrondverlichtingssysteem en is bedoeld om de beleving van met name het film kijken te verbeteren. Het systeem analyseert real-time de inkomende televisiesignalen en produceert een achtergrondverlichting die naadloos past bij wat op een scherm wordt weergegeven.
De eerste Ambilight televisie kwam al in 2004 op de markt en in 2006 bracht Philips achtereenvolgens Ambilight 3 en Ambilight 4 uit. Deze systemen hebben ook verlichting aan de boven en onderzijde van de televisie, en bovendien zijn latere Ambilightsystemen meer granulair. Sinds 2007 worden ook de randen van het tv-scherm verlicht.

## Hoe werkt Ambilight?
Ambilight werkt door middel van lichtbalken aan de achterzijde van de televisie. Hierbij wordt gebruikt gemaakt van CCFL lampen. Dit zijn dezelfde lampen die ook gebruikt worden in een LCD tv. Er bestaan verschillende soorten Ambilight tv's; tweezijdig, driezijdig en vierzijdig Ambilight. Bij tweezijdig Ambilight worden de zijkanten van de televisie verlicht. Driezijdig Ambilight straalt ook licht uit aan de bovenzijde van de tv. Vierzijdig Ambilight laat verlichting zien aan zijkanten, onderkant en bovenkant van de televisie.